# Epoca fanariotă

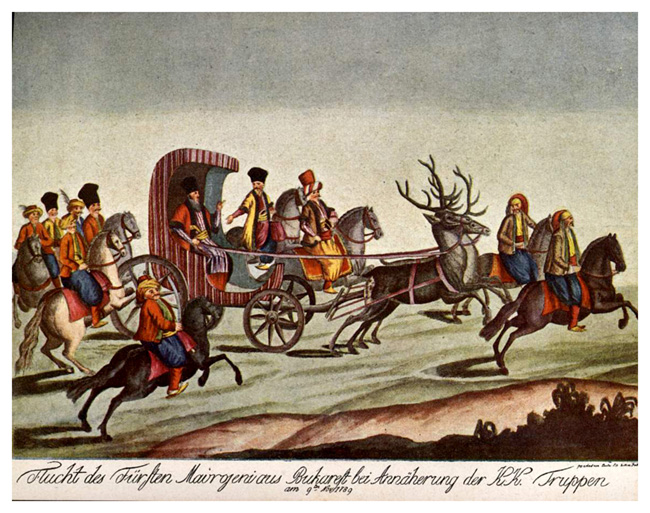
O imagine a extravaganțelor atribuite fanarioților din Muntenia: Nicolae Mavrogheni călătorind prin București într-o trăsură trasă de cerbi cu coarnele poleite cu aur

Fanarioții sau grecii fanarioți (în limba greacă: Φαναριώτες) erau membri ai familiilor aristocratice grecești  care locuiau în cartierul Fanar (Φανάρι). Acesta era principalul cartier al grecilor din Constantinopol (Istanbul), unde se afla și sediul Patriarhiei Ecumenice a Constantinopolului. Fanarioții dominau administrația Patriarhiei și interveneau deseori în alegerea înalților prelați, inclusiv a Patriarhului Ecumenic al Constantinopolului, care avea statutul de „Primul între egali” în lumea episcopilor ortodocși.
Unii dintre membrii acestor familii, care cuceriseră o mare influență politică și adunaseră averi considerabile în cursul secolului al XVII-lea, ocupau funcții administrative foarte importante în Imperiul Otoman. Din 1661 (începând cu Panaghiotis Nikoussios) până la 1821, fanarioții au servit ca dragomani (translatori) ai Sublimei Porți și ai ambasadelor străine. Alături de demnitarii bisericii și de funcționarii locali din provincii, fanarioții reprezentau clasa conducătoare greacă în timpul dominației otomane până la izbucnirea războiului de independență al Greciei. În timpul acestui ultim război, fanarioții au jucat un rol de primă importanță și au influențat deciziile Adunării Naționale, corpul reprezentativ al revoluționarilor, care a fost convocat în șase ședințe între 1821 și 1829.
Între 1711/1716 și 1821, unii dintre fanarioți au fost numiți domnitori (voievozi) ai Țărilor Române Moldova și Țara Românească, de obicei ca o promovare pentru funcționarii dragomani. Această perioadă este cunoscută în istoria României ca epoca fanariotă/domniile fanariote.

## Creșterea influenței grecești în Imperiul Otoman
După cucerirea Constantinopolului, sultanul Mahomed Cuceritorul i-a luat locul de facto și de jure împăratului bizantin ca suveran al creștinilor imperiului cucerit. Sultanul a recunoscut Patriarhul Ecumenic ca lider național și religios (ethnarch) al grecilor și altor etnii care erau incluși în Milletul ortodoxiei grecești. Patriarhul a câștigat o deosebita importanță, deoarece otomanii nu făceau nici o dinstincție legală între religie și naționalitate, considerându-i pe toți ortodocșii din imperiu ca aparținând unei singure entități.
Aceasă poziție a Patriarhiei în statul otoman a încurajat proiectele rezistenței grecești, care era centrată pe reînvierea și revitalizarea Imperiului Bizantin. Patriarhul și ceilalți ierarhi ai bisericii ortodoxe constituiau primul centru de putere al grecilor din sânul statului turc, unul care a reușit să se infiltreaze în structurile de bază ale Imperiului Otoman, atrăgând de partea lor și o bună parte a fostei nobilimi bizantine.
Ca rezultat al administrației ecleziastice și fanariote, grecii au atins o culme a influenței lor în secolul al XVIII-lea, perioadă în care s-au dovedit cei mai influenți dintre toate națiunile supuse ale imperiului. În teritoriu însă, situația era puțin diferită, în secolul al XVI-lea slavii de sud fiind cei mai importanți în afacerile imperiului. Spre deosebire de greci, printre slavi s-a manifestat dorința de convertire la islam (pentru a se bucura de toate drepturile cetățeniei otomane), fenomen foarte puternic prezent printre locuitorii Bosniei Otomane. În același timp, sârbii au preferat să nu se convertească, dar au încercat să capete poziții militare de prim rang.
Cu timpul, prezența slavilor în administrație a devenit extrem de periculoasă pentru statul otoman, de vreme ce acești supuși au tins să-și ofere sprijinul armatelor imperiale habsburgice în contextul Războiului dintre Liga Sfântă și Imperiul Otoman. Până în secolul al XVII-lea, Patriarhul Grec al Constantinopolului a devenit conducătorul administrativ și religios suprem al tuturor supușilor ortodocși din imperiu, indiferent de apartenența lor națională. Toate patriarhiile care fuseseră independente până la acea vreme, inclusiv Patriarhia Serbiei, fondată încă din 1557, au fost trecute sub autoritatea Bisericii Grecești.
În plus, începând din secolul al XVII-lea, otomanii au început să întâmpine probleme în dirijarea relațiilor lor externe, având dificultăți în impunerea termenilor tratatelor cu vecinii. Poarta a fost pusă pentru prima oară în situația de a se angaja în tratative diplomatice cu vecinii săi. Dată fiind tradiția otomană de ignorare în general a limbilor Europei Occidentale, oficialii turci s-au văzut în imposibilitatea de a participa la orice fel de negociere cu Apusul. Poarta s-a folosit pentru aceste sarcini diplomatice de greci, care erau printre cei mai cultivați din imperiu. Ca rezultat imediat, așa-numiții fanarioții, membrii ai familiilor grecești originare de obicei din Constantinopol, au ajuns în situația de a ocupa înalte poziții de secretari și interpreți ai oficialilor și ofițerilor otomani.
Au apărut astfel două grupuri care au intrat în competiție pentru putere cu liderii bisericești. Aceste grupuri erau reprezentate pe de-o parte de fanarioții Constantinopolului și pe de altă parte de notabilitățile locale din provinciile Greciei Otomane (kocabași, gerontes, dimogerontes, prokritoi). În conformitate cu afirmațiile lui Constantin Paparregopoulus, unul dintre cei mai importanți istorici greci, fanarioții au deținut la început cele mai importante funcții seculare de la curtea Patriarhală și, prin aceasta, au putut interveni deseori în alegerile episcopilor, sau au putut influența deciziile Patriarhului. Negustorii greci și clericii de origine aristocratică bizantină, care câștigaseră o mare prosperitate economică și politică și care au fost cunoscuți mai apoi ca fanarioți, s-au așezat în cartierul cel mai nord-vestic al Constantinopolului, care a devenit centrul puterii grecești după stabilirea sediului Patriarhiei aici în 1461 (la scurtă vreme după ce Hagia Sophia a fost transformată în moschee).

## Fanarioții în posturi înalte
În timpul secolului al XVIII-lea, fanarioții au apelat la grupările lor ereditare clerical-aristocratice pentru a conduce afacerile Patriarhiei, devenind astfel puterea politică dominantă în comunitatea greacă din Imperiul Otoman. Cu timpul, rolul lor a crescut până la a ajunge un factor politic foarte important în imperiu și, în funcțiile de agenți diplomatici, au jucat roluri notabile în afacerile Regatului Marii Britanii, Franței sau Imperiului Rus.
Fanarioții au intrat rapid în competiție cu musulmanii pentru unele dintre cele mai importante funcții administrative din imperiu: unii dintre ei erau implicați în munca de colectare a impozitelor, erau împuterniciți să controleze monopolurile comerciale, lucrau ca subcontractori în diferite întreprinderi, au devenit furnizori ai Curții Sultanului și au căpătat demnitatea de domnitori ai unuia sau altuia dintre Țările Române (Moldova și Muntenia). În timp ce-și îndeplineau funcțiile oficiale, ei s-au lansat în afaceri private, câștigând controlul asupra comerțului de maximă importanță pe Marea Neagră. Fanarioții au reușit să-și extindă negoțul mai întâi în Regatul Ungariei, iar după aceasta în toate țările Europei Centrale. Toate aceste afaceri au intensificat contactele lor cu națiunile occidentale, iar drept consecință fanarioții au învățat limbile occidentale și au cunoscut foarte bine cultura statelor apusene.
Chiar înaintea de izbucnirea războiului de independență al Greciei, fanarioții deveniseră elita grecilor. După cum apreciază Paparregopoulus, acestă evoluție a fost una naturală, datorită experienței și educației înalte a fanarioților. În paralel, Svoronos afirmă că ei au subordonat identitatea națională clasei lor sociale, de vreme ce principala lor strădanie era aceea de a asigura coexistența pașnică a cuceritorilor și cuceriților, coexistență pașnică care ar fi garantat mai departe prosperitatea economică proprie. Svoronos crede că, prin acest fapt, fanarioții nu au îmbogățit identitatea națională greacă și au pierdut treptat puterea în confruntare cu grupurile dispuse să lupte cu orice preț cu Imperiul Otoman, (la început klephtii și mai apoi armatoloii).

## Domniile fanariote în Țările Române

### Începutul domniilor fanariote
Perioada nu trebuie înțeleasă drept începutul prezenței elementului etnic grec în Țările Române, deoarece grecii se stabiliseră de mai multă vreme aici. După sfârșitul epocii fanariote, diverse familii fanariote cu membri născuți pe pământ românesc au început să se considere, atât în Moldova cât și în Muntenia, ca fiind de origine română și sunt prezenți și astăzi în societatea românească. Printre cele mai importante astfel de familii se numără familia Rosetti, al cărui reprezentant de frunte a fost C. A. Rosetti (promotor al radicalismului și naționalismului în perioada postpașoptistă), și familia Ghica (ai cărui reprezentanți Grigore al IV-lea și Alexandru al II-lea, în ciuda originii lor, au fost considerați primii domni „pământeni” după revoluția de la 1821).
Atenția fanarioților s-a concentrat atât pe ocuparea celor mai bune posturi pe care le putea oferi imperiul, cât și pe ocuparea tronurilor din Moldova și Muntenia, care erau încă țări bogate și, chiar mai important, se bucurau de un statut de autonomie (în ciuda faptului că trebuiau să plătească un tribut ca vasali ai otomanilor). Mulți greci au găsit un teren propice afacerilor lor în Principatele Române, mult mai avantajos prin comparație cu cel din Turcia și cu dificultățile pe care le întâmpinau negustorii în Imperiul Otoman, la fel ca și un teren de afirmare a puterii lor politice crescânde. Mulți dintre fanarioți au intrat în rândurile boierimii muntene și moldovenești prin alianțe matrimoniale.
Deși mai rar, în perioada fanariotă au apărut și domnii ale unor principi locali. Această situație a determinat elenizarea discutabilă a unor familii boierești românești: familia Callimachi (numele original Călmașul) și familia Racoviță, această acțiune fiind făcută pentru a penetra nucleul Fanarului și pentru a le crește șansele de a ocupa tronul și, mai târziu, pentru a își menține pozițiile.
Deși toate sursele sunt de acord că anul 1711 este momentul oficial în care eroziunea graduală a instituțiilor tradiționale a atins stadiul final, caracteristici care sunt proprii perioadei fanariote s-au făcut simțite de cu mult timp înainte. Sultanii otomani au făcut presiuni pentru alegerea domnilor de-a lungul mai multor secole, chiar din secolul al XV-lea, iar nobilii greci sau levantini au concurat cu boierii români locali încă de la începutul secolului al XVI-lea. Domnitori precum Dumitrașcu Cantacuzino în Moldova și Gheorghe Duca în Muntenia, ambii aleși în 1673, și-au predat familiile întregi, nu doar pe unii dintre membri anume aleși, ca zălog la Constantinopol. În același timp, monarhia electivă tradițională din Principate s-a caracterizat printr-o lungă perioadă de dezordine politică și a fost dominată, în fapt, de un număr redus de familii ambițioase, locale sau străine, care au intrat în lupte sângeroase de cele mai multe ori pentru ocuparea celor două tronuri și care, în plus, puseseră mâna pe cele mai întinse moșii din țară. Un conflict caracteristic este cel dintre familia Craioveștilor și cea a Cantacuzinilor în perioada de până în anul 1711.

### 1711-1715
Schimbarea clară de politică față de cele două principate a fost determinată de faptul că, deși autonome, ele intraseră într-o perioadă de continui hărțuieli cu otomanii, datorată nesupunerii principilor pământeni, legați din ce în ce mai mult de Imperiul Rus, odată cu venirea la putere a împăratului Petru cel Mare și de prezența încurajatoare pentru rebeli a Habsburgilor pe frontiera Munților Carpați. Nesupunerea domnilor locali a devenit din ce în ce mai primejdioasă pentru turci, care acum trebuiau să lupte și cu promisiunea dată de Imperiul Rus, cea mai mare putere ortodoxă a vremii, de protecție a populației românești ortodoxe. Această promisiune a devenit evidentă odată cu a doua urcare pe tronul Moldovei a lui Mihai Racoviță, care a încercat să scape de jugul otoman cu ajutorul împăratului Petru cel Mare. Racoviță a fost înlocuit cu Nicolae Mavrocordat, fanariot aflat la a doua domnie în Moldova, după ce fusese primul fanariot care domnise în Muntenia, unde îl înlocuise pe Ștefan Cantacuzino.
Un moment crucial în politica Imperiului Otoman față de Principatele Dunărene a fost războiul ruso-turc din 1710-1713, în timpul căruia Dimitrie Cantemir s-a aliat cu Rusia. După înfrângerea suferită de ruși, Cantemir a fost silit să plece în exil, iar turcii au hotărât să nu mai permită alegerea domnilor, ci au trecut la numirea lor, la început în Moldova și la scurtă vreme și în Muntenia. Hotărârea de a numi și în Muntenia un domnitor nepământean a fost luată după ce domnitorul Ștefan Cantacuzino s-a aliat cu comandantul militar habsburgic Prințul Eugeniu de Savoia la începutul Războiului Ligii Sfinte.

## Caracteristici

### Domnitorii și suita domnească
Persoana care era ridicată la demnitatea princiară era de obicei dragomanul șef al Sublimei Porți, fiind prin aceasta familiarizat cu politica guvernului otoman.
Noul principe, care obținuse funcția sa în schimbul unui plocon consistent (un obicei care era mai vechi), pleca în noua țară în care fusese numit - și a cărei limbă nu o cunoștea de cele mai multe ori - cu o numeroasă suită. Odată ce noul principe era numit, el era escortat la Iași ori București de o suită formată din familia sa, favoriți și creditori (de la care împrumutase bani pentru ploconul oferit la învestire). Domnul și cei din suită urmăreau să-și recupereze cât mai repede cu putință investițiile făcute cu prilejul numirii și în plus să strângă suficienți bani cât să trăiască îndestulat după încheierea scurtului mandat domnesc.
În total, în perioada fanariotă au fost numiți în cele două principate 31 de domni din 11 familii diferite. Unii dintre ei au fost exilați sau executați. Lupta pentru domnie era așa de încrâncenată, încât a provocat asasinate între membrii aceleiași familii.
Când, datorită numeroaselor cazuri de trădări ale principilor, familiile din rândul cărora erau aleși domnitorii au devenit din ce în ce mai puține, mai mulți domnitori au ocupat pe rând tronul în cele două principate. În timp ce domnul de la București plătea mită pentru a evita mutarea sa la Iași, domnul Moldovei folosea aceeași metodă pentru a ocupa tronul Munteniei, considerate mai bogate. De exemplu, Constantin Mavrocordat a ajuns să fie numit de nu mai puțin de 10 ori pe tronul uneia dintre cele două principate. Domnitorul era dator diferiților creditori, sau chiar sultanului însuși. Cu toate acestea, instituțiile centrale otomane urmăreau să păstreze controlul asupra celor două principate fără a le exploata irațional. Astfel, Ahmed al III-lea a plătit o parte din suma datorată de Nicolae Mavrocordat, pentru a scădea presiunile fiscale asupra populației de rând.

### Administrația și boierii

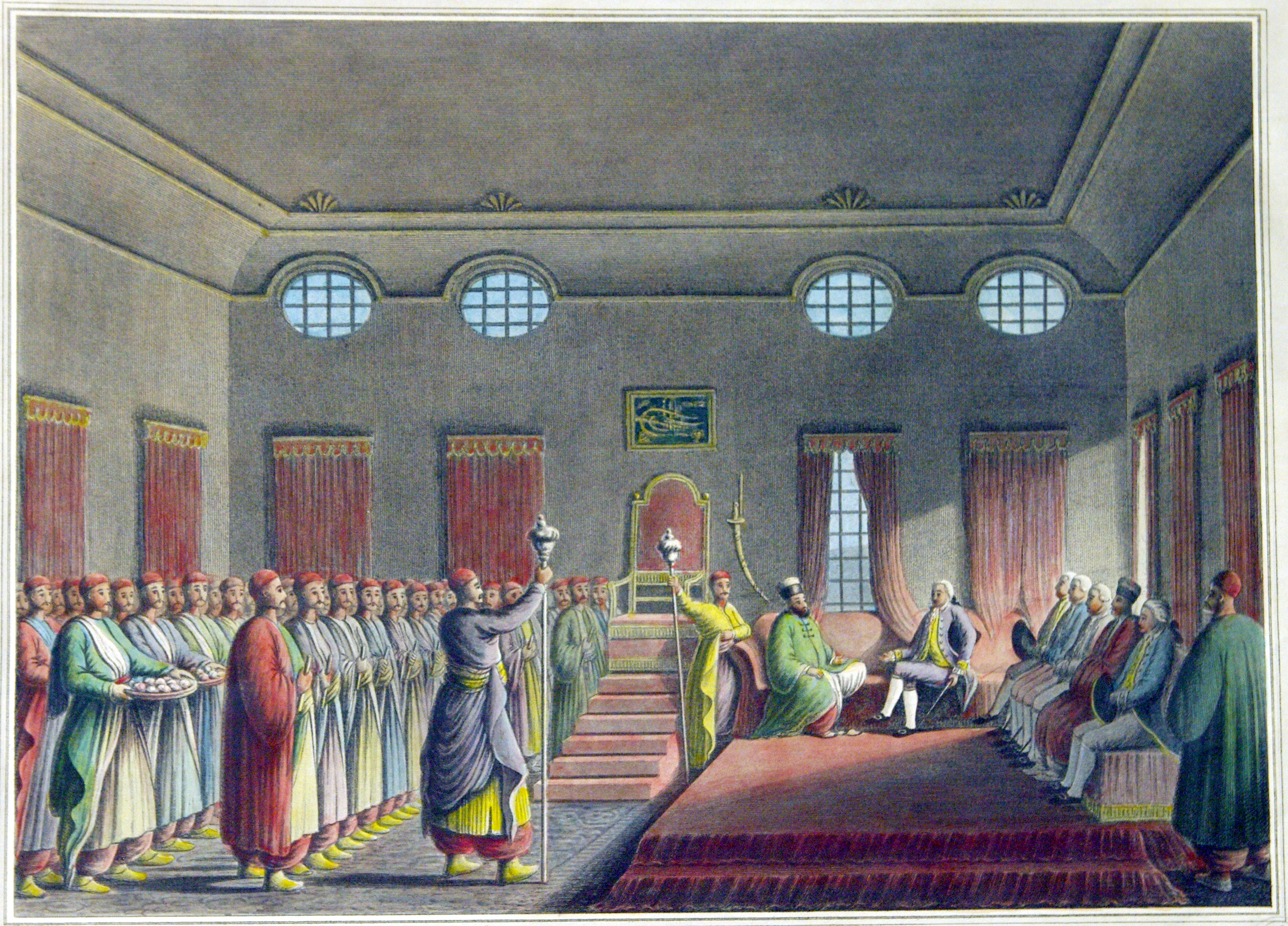
Alexandru Moruzi primindu-l pe ambasadorul britanic en la Curtea Nouă

Epoca fanariotă a fost caracterizată de la început prin politici fiscale excesive, dictate atât de nevoile otomane, cât și de ambițiile domnitorilor, care - fiind conștienți de statutul lor fragil - căutau să-și plătească creditorii cât mai repede, după care încercau să se îmbogățească cât încă se mai aflau la putere. Pentru a satisface nevoile crescânde ale Porții și pentru a-și asigura beneficii personale, domnitorii fanarioți au inițiat politici dure de taxare a populației, adusă rapid în stare de sărăcie lucie.
Efectele dezastruoase ale domniilor unora dintre fanarioți au fost în contrast cu realizările și proiectele altora, ca în cazul domniilor lui Constantin Mavrocordat (care a abolit iobăgia în 1746 în Muntenia și în 1749 în Moldova) sau a lui Alexandru Ipsilanti (care a încercat să reformeze legislația și să introducă salarizarea funcționarilor publici, într-un efort de stopare a folosirii din fondurile publice a unor sume exagerate pentru întreținerea administratorilor – greci sau pământeni – în condițiile în care, în acea perioadă, se ajunsese să fie mai profitabil să deții o funcție oarecare decât să ai moșii). Introducerea codului de legi relativ modern ale lui Ipsilanti, Pravilniceasca condică, a fost primită cu rezistență îndârjită de boieri.
Încercările de reformă ale domnitorilor se loveau de cele mai multe ori de conservatorismul boierilor din Divan. Documentele timpului arată că în jur de 80% din cei care ocupau un loc în Divan erau membri ai familiilor vechi boierești românești. Boierii locali încercau să păstreze neschimbate orânduielile economice și sociale vechi, care le erau favorabile, împotrivindu-se unor reforme precum cea a lui Alexandru Ipsilanti și făcând în plus presiuni pentru diferite scutiri de taxe și impozite.
După Tratatul de la Kuciuk-Kainargi (1774), Rusia a primit dreptul să intervină în favoarea supușilor otomani de religie ortodoxă, iar presiunile politice otomane au început să fie mai puțin eficiente. Poarta a fost obligată să facă unele concesii, dacă dorea să păstreze controlul economic și strategic asupra celor două principate: tratatul oprea orice creștere viitoare a tributului și, între 1774 și 1830, obligațiile fiscale ale celor două principate au scăzut de la 50.000 la 20.000 de guldeni pentru Muntenia și la doar 3.100 guldeni pentru Moldova.
În perioada imediat următoare semnării tratatului, Rusia s-a folosit la maximum de noile prerogative câștigate. Astfel, demiterile lui Constantin Ipsilanti (în Muntenia) și Alexandru Moruzi (în Moldova) făcute de sultanul Selim al III-lea (cerute de ambasadorul francez în Turcia, Horace François Bastien, ca răspuns la temerile parțial întemeiate față de o conspirație prorusă la București), au reprezentat un motiv pentru războiul ruso-turc din 1806-1812. Ipsilanti a fost reînscăunat de generalul Mihail Miloradovici imediat după intrarea trupelor ruse în Muntenia.
Astfel de acțiuni au inaugurat o perioadă de protectorat rusesc în cele două principate, care a culminat cu administrația Regulamentului Organic din anii 1830. Principatele Dunărene căpătaseră o mare importanță strategică odată cu izbucnirea seriei războaielor napoleoniene și cu începutul declinului Imperiului Otoman, de îndată ce statele europene au început să fie îngrijorate de expansiunea rusească spre sud (manifestată între altele prin anexarea Basarabiei în 1812). În cele două principate au fost deschise mai multe oficii consulare, care urmăreau evoluțiile relațiilor ruso-otomane, consulate care au avut un impact indirect asupra economiei locale, diplomații oferind protecție și statutul de sudiți afaceriștilor aflați în competiție cu breslele locale.
În paralel, boierii au început campanii de înaintări de petiții împotriva domnitorilor. Deși unele erau adresate Porții sau autorităților Imperiului Habsburgic, cea mai mare parte a lor cereau intervenția Rusiei. În timp ce reclamațiile vizau cazuri reale sau imaginare de corupție politică sau de abuzuri, petițiile erau ilustrarea conservatorismului semnatarilor. Boierii aveau tendința să facă referiri la Capitulațiile semnate de cele două principate cu otomanii, cerând respectarea drepturilor sau repunerea în drepturile care le erau garantate prin acele acte. Boierii reclamau ca neavenită orice încercare a domnilor de reformă, pretinzând că acestea contraveneau tradițiilor locale, făcându-se simțite dorințele pentru instaurarea unor republici aristocratice.

### Sfârșitul perioadei fanariote. Urmări
Rolul jucat de domnitorii fanarioți în revoltele grecilor de după 1820 (Vedeți și: Războiul de independență al Greciei) și haosul provocat de mișcarea Filikí Eteria în Moldova și Muntenia, ca și insurecția condusă de Tudor Vladimirescu în 1821, au dus la încetarea numirii de domnitori din rândul familiilor fanariote. În primăvara anului 1822, de la București și Iași au fost trimise delegații pentru a cere Înaltei Poarți domni pământeni. Din aceste delegații au făcut parte printre alții: Ioniță Sandu Sturdza, un coborâtor al lui Vlad Țepeș, Grigorie Dimitrie Ghica, nepot de frate al decapitatului Grigore Alexandru Ghica al Moldovei  și vornicul Iordache Râșcanu, viitor membru in divanul domnesc al Moldovei. Această acțiune a adus în Moldova, după lunga perioadă fanariotă, din nou un domn pământean în persoana lui Ioniță Sandu Sturdza și în Muntenia pe Grigore al IV-lea Ghica. Relevante pentru relațiile încordate dintre boieri și domn a fost compromisul dintre cererile pandurilor olteni ai lui Vladimirescu și pretențiile regenței boierești de la București, care încerca să blocheze ascensiunea lui Scarlat Callimachi, ultimul domn fanariot din Muntenia.
Domnia lui Ioniță Sandu Sturza în Moldova și a lui Grigore al IV-lea Ghica în Muntenia au fost primele domnii pământene, întrerupte rapid însă de ocupația rusă din timpul războiului ruso-turc din 1828-1829 și de perioada de dominație țaristă care a urmat. (Vedeți și: Regulamentul Organic).

## Societate

### Viața juridică
Pentru cea mai mare parte a secolului al XVIII-lea, sistemul juridic din Principate a avut ca izvoare de drept principale cutuma și actul juridic. Cea dintâi era provenită în special din rândul poporului, fiind întrebuințată în judecarea oamenilor de rând, în timp ce cea din urmă fusese moștenită în special din dreptul bizantin. Din acest moment, până la finalul secolului va apărea o discrepanță puternică între cele două.

## Cele mai importante familii fanariote
- Familia Callimachi (Călmașu), la origini o familie boierească din Moldova;
- Familia Cantacuzino;
- Familia Caradja;
- Familia Ghica, la origini o familie albaneză, probabil cu strămoși aromâni;
- Familia Kavadas
- Familia Mavrocordat
- Familia Mavrogheni
- Familia Moruzi
- Familia Rosetti
- Familia Șuțu
- Familia Ipsilanti